# 宿沓干
宿沓干（？—443年），中国五胡十六国时代匈奴铁弗部人，北魏将军，刘卫辰的曾孙，文陈之孙。
宿沓干父若豆根，魏明元帝时赐姓宿氏，宿沓干魏太武帝时任虎贲幢将。从征平北凉有功，拜虎威将军，天兴四年（401年）十二月十五，北魏虎威将军宿沓干带兵讨伐后燕，攻克令支。天兴五年（402年）正月初八，后燕中垒将军慕容拔攻克令支，宿沓干逃走。官任侍御郎，赐爵汉安男。转任中散、给事，兼领工曹。从太武帝讨北燕和龙，以功赐给他奴婢十七户。太平真君四年（443年），从太武帝讨伐柔然，阵亡。太武帝命其子宿石袭爵。